# Saber fer
El saber fer (en anglès, know how, i en francès savoir faire, forma coneguda internacionalment) és una forma de transferència de tecnologia i de coneixement en general per mitjà de l'experiència.
En els últims temps, s'ha començat a utilitzar habitualment en l'àmbit del comerç internacional per denominar als coneixements preexistents, no sempre acadèmics, que inclouen tècniques, informació secreta, teories i fins i tot dades privades —com a clients o proveïdors. El saber fer té una directa relació amb l'experiència, és a dir la pràctica perllongada que proporciona coneixement i habilitat en l'elaboració o disseny d'un projecte i que es poden reutilitzar al moment de realitzar altres projectes semblants o d'afinitat al mateix.
El saber fer descriu l'habilitat amb què compta una persona o organització per a desenvolupar les seves funcions, tant productives com de serveis, com per exemple àrees de comptabilitat i recursos humans, entre d'altres. S'acostuma a transmetre oralment dintre d'una entitat, tot i que responent a criteris d'excelència i qualitat total, per poder mantenir el coneixement per part de l'empresa o organització independentment de conservar o no els seus treballadors. No obstant això, cada vegada es fan més esforços per a intentar plasmar-ho en llibres blancs, manuals, guies i altres tipus de documentació interna.
Recentment, l'administració pública també està adoptant aquest sistema per millorar l'eficàcia i l'eficiència de la gestió administrativa pública, i convertir-lo en un actiu de l'administració pública.

## Etimologia
Es defineix com: «saber com fer alguna cosa fàcil i eficientment: experiència». Pot ser reemplaçada per diversos termes equivalents: perícia, destreses, habilitats, dots, alt nivell de coneixement, alt nivell d'experiència, o expressions significant «saber com fer alguna cosa ben feta».

## Definició industrial
Quan s'aplica a una organització es diu que és l'experiència amb què aquest compte per desenvolupar les seves activitats, ja siguin productives, administratives, financeres, comercials i/o de control. El know-how en una empresa, a partir de l'era industrial, s'ha convertit en un valuós actiu intangible, el qual inclou la forma més adequada de barrejar components, els equips utilitzats, el personal que sap realitzar les tasques, etc. Això és precisament el que ofereixen les franquícies, el com fer les coses en una empresa perquè aquesta sigui altament productiva i rendible.

## Qualitats
Segons Ram Charan, les habilitats principals del savoir-faire són les següents:
1. Posicionar i reposicionar: Trobar la idea central del negoci que permeti satisfer les demandes dels compradors i obtenir beneficis.
2. Identificar amb precisió el canvi extern: Detectar les amenaces de canvi en el comportament d'indústries i compradors per mantenir el negoci a l'ofensiva.
3. Liderar el sistema social: Agrupar a les persones adequades amb les conductes correctes i la informació correcta per prendre decisions millors, més ràpidament, i aconseguir resultats.
4. Examinar a la gent: Calibrar a les persones basant-se en les seves accions, decisions i conductes, alineant-les a les demandes de treball.
5. Crear un equip: Aconseguir líders molt competents, emocionalment estables, realistes, madurs, calmats i lleials, que treballin junts expeditament.
6. Fixar objectius. Determinar resultats desitjats però realistes d'aconseguir en funció del context.
7. Establir prioritats amb precisió làser: Definir el camí i alinear recursos, accions i energies per tal d'aconseguir els objectius.
8. Confrontar les forces socials: Anticipar-se i respondre a les pressions socials que no es controlen, però que poden afectar el negoci.